# Być albo nie być (film 1942)
Być albo nie być (ang. To Be or Not to Be) – amerykańska komedia wojenna z 1942 roku w reżyserii Ernsta Lubitscha.
Ostatnia rola filmowa Carole Lombard przed jej tragiczną śmiercią.

## Fabuła
W sierpniu 1939 grupa polskich aktorów przygotowuje się w Warszawie do premiery Hamleta. Wybucha II wojna światowa. Teatr zostaje zamknięty, lecz wkrótce otwiera swoje podwoje: aktorzy wprawdzie przygotowują premierę, lecz są też zaangażowani w ruch oporu. Szykują zamach na hitlerowskich dygnitarzy. Tymczasem do Warszawy przybywa z tajną misją zrzucony na spadochronie porucznik Sobiński, którego należy ukryć. Sytuacja jeszcze bardziej się komplikuje, gdy do Warszawy przybywa sam Adolf Hitler dla obejrzenia teatralnego spektaklu...

## Główne role
- Jack Benny jako Józef Tura
- Carole Lombard jako Maria Tura
- Robert Stack jako porucznik Stanisław Sobiński
- Lionel Atwill jako aktor Rawicz
- Sig Ruman jako pułkownik gestapo Ehrhardt
- Stanley Ridges jako prof. Silecki, faktycznie agent gestapo
- Henry Victor jako kapitan Schultz, adiutant Ehrhardta
- Tom Dugan jako aktor Broński
- Felix Bressart jako aktor Greenberg

## Nagrody i nominacje
Oscary za rok 1943
- Najlepsza muzyka w dramacie lub komedii – Werner R. Heymann (nominacja)

W 2000 film zajął 49. miejsce na liście 100 najśmieszniejszych amerykańskich filmów wszech czasów utworzonej przez American Film Institute.